# Paul Vlahos
Paul Vlahos ist ein US-amerikanischer Filmtechniker, der für seine filmtechnischen Entwicklungen auf dem Gebiet der Bluescreen-Technik mit einem Academy Award of Merit ausgezeichnet wurde.

## Leben
1976 gründete Vlahos in Chatsworth mit seinem Vater Petro Vlahos das Unternehmen Ultimatte Corporation. Bei der Oscarverleihung 1995 wurde ihm zusammen mit seinem Vater ein Academy Award of Merit verliehen, und zwar „für den Entwurf und die Entwicklung der Ultimatte-Bluescreen-Technik für Spielfilme“ (‚For the conception and development of the Ultimatte blue screen compositing process for motion pictures‘).

## Auszeichnungen
- 1995: Academy Award of Merit